# Kucha (woreda)
Pour l’article homonyme, voir Kucha.
Kucha est un woreda du sud de l’Éthiopie situé dans la zone Gamo. Ce district a 149 287 habitants en 2007 et fait partie de la région des nations, nationalités et peuples du Sud jusqu'au transfert de la zone dans la région Éthiopie du Sud en août 2023. La partie ouest du district se détache vers 2020 pour former le nouveau woreda Kucha Alpha. Le chef-lieu Selam Ber se détache également et forme désormais un district urbain distinct enclavé dans le district principal.
Le chef-lieu, Selam Ber ou Selamber, se trouve sur la route principale Sawla-Sodo, environ 75 km au nord d'Arba Minch, vers 1 400 m d'altitude.
Le district s'étend vers le nord jusqu'à la zone Wolayita. Du côté ouest, le nouveau woreda Kucha Alpha le sépare désormais de la zone Gofa et de la zone Dawro de la région Éthiopie du Sud-Ouest, dont il était encore limitrophe dans les années 2010.
| Loma       | Kindo Didaye  | Ofa     |
| Demba Gofa | Kucha         | Boreda  |
| Zala       | Deramalo•Dita | Chencha |

Le recensement national de 2007 fait état de 149 287 habitants dans le district dont 3 % de citadins qui sont les 5 123 habitants du chef-lieu, le district recensé comprenant encore à l'époque le chef-lieu et le futur woreda Kucha Alpha.
La majorité des habitants (68 %) sont protestants, 29 % sont orthodoxes et 1 % sont de religions traditionnelles africaines.
En 2022, la population est estimée sur le même périmètre à 201 296 personnes avec une densité de population de 145 personnes par km2 et 1 392 km2 de superficie.
Entre-temps 401 km2 sont attribués à Kucha Alpha, 987 km2 restant dans le district en 2021.
Le chef-lieu obtient le statut de woreda un peu plus tard[source insuffisante].